# 774 Armor
774 Armor је астероид главног астероидног појаса. Приближан пречник астероида је 50,37 ,
а средња удаљеност астероида од Сунца износи 3,044 астрономских јединица (АЈ).
Инклинација (нагиб) орбите у односу на раван еклиптике је 5,562 степени, а орбитални период износи 1940,010 дана (5,311 година). Ексцентрицитет орбите астероида износи 0,171.
Апсолутна магнитуда астероида износи 8,60 а геометријски албедо 0,252.
Астероид је откривен 19. децембра 1913. године.